# Бањ брдо
Бањ брдо је брдо и излетиште у Бањој Луци, са којег се може видјети готово цијели Град. На врху овог брда (431 m надморске висине) налази се Споменик палим Крајишницима у Народноослободилачкој борби (1941—1945) рад Антуна Аугустинчића. Бањ брдо доминира бањолучком котлином, а његов врх је удаљен 5 km од центра града.

## Локација
Најпознатије бањалучко излетиште Бањ Брдо, налази се на јужној страни града. Високо је 431 метар надморске висине, одакле се пружа панорамски поглед на град. Излетиште је богато шумом, стазама за шетњу, планинарење, изворима воде за пиће као и уређеним мјестима за одмор и разоноду.

## Споменик палим Крајишницима у НОБ-у
Меморијални споменик палим Крајишницима у НОБ-у који се налази на Бањ Брду, дијело је југословенског вајара Антуна Аугустинчића. Споменик је маузолејског типа (висине 13 m и дужине 24 m). На споменику је уцртан рељеф који у низу слика приказује борбу и страдање крајишника у Другом свјетском рату. Сам споменик симболично подсјећа на метак испаљен у правцу Крајине. Споменик је на свечан начин откривен на Дан устанка народа БиХ - 27. јула 1961. године, уз присуство највиших државних руководилаца. Споменик се унеколико разликује од макете коју је израдио Антун Аугустинчић, а својим димензијама и монументалношћу требало је да покаже величину жртве поднесене за слободу. Споменик је изграђен од брачког мермера, што је узроковало његово осипање, јер се показало да тај камен није погодан за овдашњу климу. Тако је од самога почетка имао проблем са одржавањем, а осамдесетих је урађена детаљна реконструкција која је само дијелом спријечила пропадање.

## Стари назив излетишта
Стари назив овог бањалучког излетишта био је Шехитлуци. На старим аустријским картама не стоји име ни Шехитлуци ни Бањ брдо него само ознака коте. А назив Шехитлуци удомаћио се од 1933. године, када је на брду подигнута омања пирамида у част неколико погинулих муслимана (шехита) у борбама са Аустроугарима крајем 19. вијека.

## Галерија
- Бањ брдо
- Споменик палим крајишницима
- Споменик палим крајишницима